# Jaakko Tallus
Jaakko Tapio Tallus (* 23. Februar 1981 in Lieksa) ist ein ehemaliger finnischer Nordischer Kombinierer.

## Werdegang

### Erste Jahre
Tallus, der für den Verein Lieksan Hiihtoseura startete, begann mit dem Skisport im Alter von vier Jahren mit Unterstützung seines Vaters, der ebenfalls Skisport betrieb. Mit sieben Jahren begann er mit dem Skispringen in seiner Geburtsstadt Lieksa. Ab 1991 sammelte er erste Erfolge bei regionalen Meisterschaften. 1997 gab er sein Debüt im B-Weltcup für das finnische B-Nationalteam. Ende 1997 zog er mit seiner Familie nach Vuokatti, um dort die Sportschule zu besuchen.
Bei den Nordischen Junioren-Skiweltmeisterschaften 1998 in St. Moritz konnte Tallus gemeinsam mit Mikko Keskinarkaus, Samppa Lajunen und Hannu Manninen den Titel im Teamwettbewerb gewinnen. Im Dezember 1998 gelang ihm in Taivalkoski erstmals der Sieg im Rahmen des B-Weltcups. Zudem gewann er beide Wettbewerbe in Vuokatti. Daraufhin wechselte er in den A-Kader und konnte bereits bei seinem ersten Weltcup am 3. Januar 1999 in Schonach im Schwarzwald mit Rang zwei seinen ersten Podestplatz feiern.

### Durchbruch im Weltcup
Zu Beginn der Saison 1999/2000 gelangen Tallus in Vuokatti erneut zwei Top-10-Platzierungen. Auch in Steamboat Springs verpasste er als Vierter nur knapp sein zweites Podium. Bei den Nordischen Junioren-Skiweltmeisterschaften 2000 in Štrbské Pleso gewann er mit der Mannschaft erneut Gold. Vier Wochen später stand er in Chaux-Neuve als Zweiter erneut auf dem Podium. Dabei führte er den Weltcup nach dem Skispringen noch an. Zum Saisonende erreichte er in Oslo ebenfalls noch einmal Rang drei. In der Gesamtwertung stand Tallus nach der Saison auf Rang 14.
In die Saison 2000/01 startete Tallus verhalten mit Rang 20 und 42 in Kuopio. Im Januar 2001 gelang ihm in Reit im Winkl wieder ein Platz unter den besten zehn. In Park City gelang ihm mit der Mannschaft beim Team-Massenstart der erste Weltcup-Sieg. Bei den Nordischen Junioren-Skiweltmeisterschaften 2001 im polnischen Karpacz gewann Tallus insgesamt drei Silbermedaillen.
Nur wenige Tage nach den Erfolgen bei der Junioren-Weltmeisterschaft startete er bei der Nordischen Skiweltmeisterschaft 2001 in Lahti. Gemeinsam mit Jari Mantila, Hannu Manninen und Samppa Lajunen gewann er dabei hinter Norwegen und Österreich die Bronzemedaille im Mannschaftswettbewerb. Im Sprint verpasste Tallus als Vierter nur knapp seine erste Einzelmedaille. Zum Ende der Saison erreichte er auch im Weltcup noch einmal gute Platzierungen und beendete die Saison als Vierter der Gesamtwertung.

### Olympiasieg
Auch in der Saison 2001/02 konnte er gute, jedoch weniger konstante Leistungen zeigen. Beim letzten Weltcup vor den Olympischen Winterspielen 2002 in Salt Lake City stand Tallus das erste Mal in der Saison auf dem Podium. Umso erfolgreicher verlief Olympia für ihn. So gewann er im Gundersen-Einzel die Silbermedaille, nachdem er das Skispringen angeführt hatte. Mit dem Team gewann er Gold und im Sprint lief er nur um 5 Sekunden hinter Felix Gottwald an der Bronzemedaille vorbei und wurde Vierter. Bereits bei seinem ersten Weltcup nach den Spielen in Lahti erreichte er erneut Rang drei. Beim vorletzten Wettbewerb der Saison in Oslo erreichte er schließlich mit Rang zwei das beste Saisonresultat.
Beim Sommer-Grand-Prix 2002 erreichte Tallus zwei vierte Plätze in Winterberg und Klingenthal und erreichte damit in der Gesamtwertung zum zweiten Mal nach 2000 den siebenten Rang.

### Leistungseinbruch
Ab der Saison 2002/03 kämpfte Tallus mit einem deutlichen Leistungseinbruch. So landete er beim Auftaktspringen in Kuusamo nur auf Rang 47 und damit weit hinter den Punkterängen. Auch wenn in den folgenden Weltcups wieder Punkte für Tallus heraussprangen, verpasste er den Sprung in die Weltspitze und konnte keine Podestränge erreichen. Auch bei der Nordischen Skiweltmeisterschaft 2003 im Val di Fiemme verlief es für Tallus in den Einzelwettbewerben nicht erfolgreicher. Lediglich mit der Mannschaft verteidigte er die Bronzemedaille im Teamwettbewerb.
In der Folge dauerte es schließlich bis Januar 2004, bis Tallus wieder in der Weltspitze landete. Mit der Mannschaft gewann er den Teamweltcup in Oberstdorf. In den Einzelweltcups konnte er erst Ende Februar in Oslo wieder als Vierter überzeugen. Jedoch war dies nur eine Ausnahme. Podestplätze blieben weiter aus. Bei der Nordischen Skiweltmeisterschaft 2005 in Oberstdorf blieb Tallus auch mit der Mannschaft ohne Medaille. Am Ende reichte es für das Team nur zu Rang vier.
Nachdem Tallus im Januar 2006 zwei vierte Plätze im Val di Fiemme erreicht hatte, reiste der mittlerweile 24-Jährige als finnische Hoffnung zu den Olympischen Winterspielen 2006 in Turin. In beiden Einzelwettbewerben wurde er Fünfter, mit der Mannschaft holte er Bronze.

### Comeback in der Weltspitze
Ende 2006 gelang es Tallus wieder vermehrt, Anschluss an die Weltspitze zu finden. Am 14. Januar 2007 stand er in Lago di Tesero beim Team-Massenstart-Weltcup wieder ganz oben auf dem Podium. Beim Massenstart-Einzel in Zakopane gelang ihm schließlich kurze Zeit später mit dem zweiten Rang auch wieder ein Einzelpodium. Bei der Nordischen Skiweltmeisterschaft 2007 in Sapporo gewann er mit der Mannschaft die Goldmedaille im Teamwettbewerb. Im Gundersen-Einzel lag er am Ende auf dem 11. Rang.
Der Weltmeistertitel im Team war der letzte große Erfolg für Tallus. Nur selten konnte er bei den folgenden Weltcups auf vordere Plätze springen. Beim Sommer-Grand-Prix 2008 in Oberstdorf gelang ihm mit Rang zwei noch einmal ein Podium. Es war das letzte seiner aktiven Karriere.

### Karriereende
Ab der Saison 2008/09 sprang und lief Tallus der Weltspitze meist nur hinterher. Auch bei der Nordischen Skiweltmeisterschaft 2009 in Liberec konnte er keinerlei Erfolge mehr erreichen. Auch das Team verpasste als Achter deutlich die Verteidigung des Titels aus dem Jahre 2007.
Nachdem auch die Olympischen Winterspiele 2010 in Vancouver ohne Erfolg für Tallus blieben und er im Einzel von der Normalschanze nur 38. und von der Großschanze nur 32. wurde und auch mit der Mannschaft nur Rang sieben erreichte, beendete er im Juni 2010 seine aktive Sportlerkarriere.
Tallus lebt heute in Kuopio. Er hat eine Schwester und einen Bruder.

## Erfolge

### Weltcup-Statistik
Die Tabelle zeigt die erreichten Platzierungen im Einzelnen.
- Platz 1.–3.: Anzahl der Podiumsplatzierungen
- Top 10: Anzahl der Platzierungen unter den ersten zehn
- Punkteränge: Anzahl der Platzierungen innerhalb der Punkteränge
- Starts: Anzahl gelaufener Rennen in der jeweiligen Disziplin

| Platzierung         | Einzel a | Sprint | Massenstart | Team   | Team    | Gesamt |
| Platzierung         | Einzel a | Sprint | Massenstart | Sprint | Staffel | Gesamt |
| ------------------- | -------- | ------ | ----------- | ------ | ------- | ------ |
| 1. Platz            |          |        |             |        | 3       | 3      |
| 2. Platz            | 3        |        | 1           |        |         | 4      |
| 3. Platz            | 2        |        | 1           |        |         | 3      |
| Top 10              | 33       | 19     | 8           |        | 5       | 65     |
| Punkteränge         | 72       | 51     | 16          |        | 7       | 146    |
| Starts              | 83       | 59     | 18          |        | 7       | 167    |
| Stand: Karriereende |          |        |             |        |         |        |